# Astra 1G
Astra 1G (Астра 1G) — європейський телекомунікаційний супутник, компанії SES S.A.. Призначається для ретрансляції радіо-і телепрограм в аналоговому і цифровому форматах.

## Характеристики
- Ракета-носій: «Протон»
- Стабілізація: по трьох осях
- Кількість транспондер ів: 22
- Потужність транспондера: 100 Вт
- ЕІВП в центрі пучка: 52 дБВт
- Ширина смуги транспондера: 26 МГц
- Робочий  діапазон: 12,5 ... 12,75 ГГц

## Зона покриття
Європа. Зокрема, в Москві можливий прийом програм, що транслюються з цього супутника.